# Sergiusz Wasiuta
Sergiusz Wasiuta (ur. 30 listopada 1958 w Stanisławowie) – ukraiński specjalista w zakresie międzynarodowych stosunków gospodarczych, polityki społecznej-ekologicznej, dr hab., profesor zwyczajny Gdańskiej Szkoły Wyższej, Wydziału Nauk Humanistycznych i Społecznych Olsztyńskiej Szkoły Wyższej im. Józefa Rusieckiego,  Instytutu Nauk Politycznych Wydziału Nauk Społecznych Uniwersytetu Warmińsko-Mazurskiego, oraz Instytutu Politologii Wydziału Politologii Uniwersytetu Pedagogicznego im. KEN w Krakowie.

## Życiorys
W 1981 ukończył studia w  Przykarpackim Uniwersytecie Narodowym im. Wasyla Stefanyka, natomiast w 1985 obronił pracę doktorską, otrzymując doktorat, a w 1996 uzyskał stopień doktora habilitowanego. W 2001 nadano mu tytuł naukowy profesora.
Otrzymał nominację na profesora zwyczajnego w Gdańskiej Szkole Wyższej, Wydziału Nauk Humanistycznych i Społecznych Olsztyńskiej Szkole Wyższej im. Józefa Rusieckiego, Instytutu Nauk Politycznych Wydziału Nauk Społecznych Uniwersytetu Warmińsko-Mazurskiego, oraz Instytutu Politologii na Wydziale Politologii Uniwersytetu Pedagogicznego im. KEN w Krakowie.

## Wybrane publikacje
- 2012: Ukraina posle avarii na Černobyl'skoj AÈS : social'no-èčeskie nosledst'iâ[1]
- 2016: Rola NATO w zapewnieniu bezpieczeństwa energetycznego i ochrony infrastruktury energetycznej[1]
- 2017: Wojna hybrydowa Rosji przeciwko Ukrainie[1]
- 2017: Klanowa struktura społeczna a krajobraz polityczno-gospodarczy Północnego Kaukazu[1]